# Ofensiva de Deir ez-Zor (2017-2019)
La ofensiva de Deir ez-Zor, llamada Campaña Tormenta al-Jazeera, es una operación militar encabezada por las Fuerzas Democráticas Sirias (FDS) contra el grupo autodenominado Sido Islámico a la Gobernación de Deir ez-Zor con el objetivo de liberar el territorio al este del río Éufrates.
La ofensiva es desarrolló simultáneamente a la Batalla de Raqqa encabezada también por las FDS, así como con las campañas para capturar la Siria Central y Oriental abanderada por el Ejército sirio.

## Antecedentes
El 25 de agosto de 2017, cerca de 800 combatientes de las Fuerzas de Èlit sirios desertaron para integrarse al Consejo Militar de Deir ez-Zor. El mismo día, Ahmad Abu Khawla, comandando del Consejo, va una ofensiva al norte de Deir ez-Zor que duraría varias semanas. Justo antes del inicio de la ofensiva, las FDS recibieron gran cantidad de armas y munición del CJTF-OIR.

## La ofensiva
El 9 de septiembre, se anunció la ofensiva oficialmente al distrito de A el-Shaddada con el objetivo de expulsar EI de todas las zonas al norte y el este del Éufrates. Durante los dos días siguientes, las FDS avanzaron rápidamente y capturaron numerosos poblaciones. Según los medianos opositores pro-sirios, este rápido progreso inicial se debió a que las fuerzas de EI se retiraran de áreas difíciles de defender de los ataques aéreos del CJTF-OIR.
Entre los 10 y 13 de septiembre, las FDS capturaron varias localidades al norte de Deir ez-Zor, así como los silos y depósitos de algodón de la Ciutat Industrial, y hasta 60 kilómetros de desierto al norte de Deir ez-Zor.
El comandante del Consejo Militar, Ahmad Abu Khawla, de las FDS declararon que sus fuerzas no atacarían a las tropas del gobierno sirio a la otro orilla de la Éufrates. El día siguiente, un presunto avión sirio o ruso bombardeó posiciones de curdo-árabes a la orilla oriental del río, hiriendo 6 combatientes. En respuesta, la CJTF-OIR declaró que hacían todos "sus esfuerzos para evitar una escalada innecesaria entre las fuerzas que comparten Estado Islámico como enemigo común", pero, "las fuerzas y socios de la coalición siempre conservan el derecho a la defensa propia". En este contexto, Chris Kozak del Instituto del Estudio de la Guerra dijo que ni Rusia ni los Estados Unidos tenían interés en un conflicto entre ambas partes, pero que había una amenaza real que ambas posiciones se atacaran mutuamente antes de que ni Rusia ni Estados Unidos pudieran hacer nada. El gobierno y las FDS se rivalitzaven la gobernación de Deir ez-Zor, puesto que ambas partes quieren captar los recursos naturales de la región (sobre todo sus campos petroleros).
El 20 de septiembre, las FDS abrieron un segundo frente a EI al este de Deir ez-Zor, cerca de la frontera con Irak. Entre los días 20 y 24, las EI va contraatacar las FDS causante la muerte de diferentes combatientes de la coalición.
Entre los día 25 y 27 de septiembre, medios locales van infomar que aviación rusa había bombardeado en zonas controladas por las FDS, causando al menos 6 muertos.
El 30 de septiembre, las FDS capturaron los campos petroleros de Jafra, una de las "fuentes de ingresos más importantes para EI". Entre el 1 y el 9 de octubre, las FDS liberaron varias poblaciones y con poca resistencia islamista debido de a los esfuerzos de estos a reforzar el frente con el ejército sirio.
Entre los días 8 y de noviembre las FDS liberaron la ciudad de Markadah, Al-Busayrah, los campos petroleros de Tanak y llegaron a situarse a 15 kilómetros de la frontera con Irak, según el Observatorio Sirio de los Derechos Humanos.
El Consejo Militar de Deir Ezzor llegó a la frontera iraquí el 25 de noviembre a través del campo norteño de Albu Kamal, cortando el ejército sirio el acceso a los pasos fronterizos al norte de la ciudad. Las YPG declararon el 3 de diciembre que habían capturado completamente el campo oriental de Deir Ezzor.
El 9 de diciembre, las FDS capturaron tres poblaciones a 70 kilómetros al sur de la ciudad de Deir Ezzor con la ayuda de la aviación rusa.
El 12 de diciembre, el Consejo Militar de Deir Ezzor informó que sus fuerzas habían capturado varias poblaciones a lo largo de la orilla oriental de la Éufrates, incluyendo Enjayat, Jayshiyah, Jadleh, Al-Bahrah y Gharnej. Aprovechando la concentración de EI al atacar el ejército sirio a la orilla occidental durante la semana, las FDS consiguieron liberar algunas poblaciones. El ala oficial de mediados de las FDS informó de la captura de Jurdi Al-Sharqi el 13 de diciembre. SOHR declaró que 23 civiles habían sido asesinados por ataques aéreos efectuados por la coalición liderada por los Estados Unidos en un pueblo controlado por EI.
El 16 de diciembre, el Consejo Militar de Deir Ezzor capturó varias poblaciones, incluyendo ciudades de Abu Hardoub y Hasiyat. Esto los permitió asegurar un control completo sobre el campo petrolífero de Murad, situado al nordeste de Abu Hardoub, dejando la división administrativa del distrito de Abu Kamal cómo último reducto para liberar. EI intentó retomar posiciones curdo-árabes el 22 de diciembre, intentando capturar los campos petroleros de A el-'Umar. Los medianos pro-FDS, pero, afirmaban que el ataque había sido frustrado y habían matado a 21 islamistas.
El 29 de diciembre, según fuentes procurdas, las FDS liberaron cuatro poblaciones (Al-Bahrah, Al-Kahawi, Al-Jabal y Kushkiyah) al norte del bastión islamista de Haijan. La coalición curdo-árabe afirmó que había matado 67 combatientes de EI. El día siguiente, SOHR denunció fuertes combates entre ambos grupos en el banco oriental. Más tarde, el mismo día, las FDS capturó la ciudad de Khara'ij y Al-Marsama Gharbi.
El 31 de diciembre, EI afirmó haber matado 20 luchadores de las FDS y herido 50 más en ataque con un coche bomba. El día siguiente, el 1 de enero, las YPG anunciaron que habían matado al comandante Hisil Ayat lo-Bilebil Ebu el-Walid, el autor intelectual de los atentados de Qamishli de julio de 2016 a A el-Busayrah. SOHR afirmó el mismo día que 12 civiles fueron asesinados en ataques aéreos en el pueblo de Susa, por la coalición internacional liderada por los Estados Unidos.
Las fuentes pro curdas informaron entre el 2 y el 5 de enero que las FDS liberaron hasta 8 poblaciones.
SOHR informó el 10 de enero que las FDS liberaron más de 400 miembros de EI a Deir Ezzor, 120 de los cuales se integraron a las filas curdo-árabes. Sin embargo, el 15 de enero, la coalición anti-EI contradijo las acusaciones de reclutamiento de combatientes islamistas. Fuentes locales declararon que EI se había retirado de la mayoría de sus posiciones a Gharanij, pro curdas añadieron que las tropas habían muerto más de 100 islamistas durante los enfrentamientos para liberar la ciudad, mientras que EI afirmó haber muerto entre 50 y 70 combatientes de las FDS durante la batalla.
El medio Wafa, jihadista, anunció el 18 de enero que el rapero alemán Denis Cuspert murió en un ataque aéreo durante la batalla a Gharanij. Cuspert fue luchador, reclutador y propagandista de EI.
Las FDS anunciaron la liberación de Gharanij el 24 de enero, después de una dura batalla con centenares de muertos islamistas.

### Valle medio del Éufrates
Los primeros días de febrero, las FDS informaron de la captura de Alexanda Kotey y al Shafee Elsheikh, miembros de la célula llamada "The Beatles". Los dos habían sido capturados un mes antes cerca de Deir Ezzor a lo largo del Valle del Éufrates. El 10 de febrero, SDF lanzó un nuevo ataque contra Bahrah. Fuentes curdos afirmaron que habían capturado algunas posiciones a la población, pero no fue confirmado por las FDS. EI atacó las posiciones de las FDS a A el-Bahrah dos veces con coches bombea el 10 de febrero, resultando en decenas de muertos y heridos.
Según fuentes de las Unidades de Movilización Populares iraquíes (PMU), el 12 de febrero, sus fuerzas habían rescatado a 11 combatientes de las FDS capturados por EI cerca de la frontera entre Irak y Siria. El 18 de febrero, las FDS anunciaron que Sjoerd Heeger, miembro neerlandés de sus filas, murió luchando contra EI el 12 de febrero.

### Los enfrentamientos de la SDF-SAA
Al cabo de la noche, el 7 de febrero, las fuerzas norteamericanas atacaron las posiciones de las fuerzas gubernamentales sirias con ataques aéreos, alegando defiende propia de una sede de las FDS con observadores norteamericanos, a Khusham. Los funcionarios de los EE. UU. estimaron que más de 100 miembros de las fuerces pro-gubernamentales murieron. Aun así, el Ministerio de Defensa ruso afirmó que las fuerces pro-gubernamentales realizaban misiones de reconocimiento contra EI. También hubo informes de fuentes opositoras que sugirieron enfrentamientos entre las FDS y el ejército sirio y las fuerzas aliadas al gobierno. Al-Masdar News desmintió estas afirmaciones y va que era una campaña dirigida por medios de comunicación opositores.